# UEFA 유로 2004 개최국 선정
이 문서는 UEFA 유로 2004 개최국 선정 과정을 다룬다.

## 개최국 선정 과정
1999년 10월까지 입후보를 신청했던 국가는 다음과 같다.
- 포르투갈
- 스페인
- 오스트리아- 헝가리 (공동 개최)

UEFA 집행위원회는 1999년 10월 12일 독일 아헨에서 열린 회의에서 UEFA 유로 2004 개최국 선정을 위한 투표를 진행했다. 투표 결과 포르투갈이 UEFA 유로 2004 개최국으로 선정되었다.

## 입후보 상세 정보

### 포르투갈
- 리스본 - 이스타디우 다 루스
- 리스본 - 이스타디우 조제 알발라드
- 포르투 - 이스타디우 두 드라강
- 포르투 - 이스타디우 두 베사 XXI
- 브라가 - 이스타디우 무니시팔 드 브라가
- 아베이루 - 이스타디우 무니시팔 드 아베이루
- 코임브라 - 이스타디우 시다드 드 코임브라
- 기마랑이스 - 이스타디우 D. 아폰수 엔히크스
- 레이리아 - 이스타디우 Dr. 마갈량이스 페소아
- 파루/롤레 - 이스타디우 알가르브

### 스페인
- 마드리드 - 에스타디오 산티아고 베르나베우
- 마드리드 - 에스타디오 비센테 칼데론
- 바르셀로나 - 캄 노우
- 바르셀로나 - 에스타디 올림픽 류이스 콤파니스
- 발렌시아 - 에스타디오 데 메스타야
- 세비야 - 에스타디오 데 라 카르투하
- 빌바오 - 산 마메스
- 라코루냐 - 에스타디오 리아소르
- 사라고사 - 에스타디오 데 라 로마레다
- 비고 - 에스타디오 데 발라이도스
- 팔마데마요르카 - 에스타디 데 손 모시
- 산세바스티안 - 에스타디오 데 아노에타
- 바야돌리드 - 에스타디오 호세 소리야
- 그라나다 - 누에보 에스타디오 데 로스 카르메네스
- 오비에도 - 에스타디오 카를로스 타르티에레

### 오스트리아-헝가리
- 오스트리아
  - 빈 - 에른스트 하펠 슈타디온
  - 잘츠부르크 - 발스지첸하임 슈타디온
  - 인스브루크 - 티볼리 슈타디온
  - 그라츠 - 리베나워 슈타디온
  - 장크트푈텐 - 니더외스터라이히 아레나

- 헝가리
  - 부다페스트 - 푸슈카시 페렌츠 슈터디온
  - 부다페스트 - 페렌츠바로시 슈터디온 (그루파마 아레나)
  - 데브레첸 - 너제르데이 슈터디온
  - 세케슈페헤르바르 - 쇼슈토이 슈터디온
  - 죄르 - ETO 퍼르크